# The Last of Her Tribe
Pour plus de détails, voir Fiche technique et Distribution.
The Last of Her Tribe est un film muet américain réalisé par Colin Campbell et sorti en 1912.

## Fiche technique
- Réalisation : Colin Campbell
- Scénario : Bertha Muzzy Sinclair
- Production : William Nicholas Selig
- Date de sortie : États-Unis : 20 décembre 1912

## Distribution
- Tom Santschi
- William Hutchinson
- Wheeler Oakman
- Fernando Gálvez
- Wallace Bronlow
- Bessie Eyton
- Margaret Hall
- Eugenie Besserer
- Juan Pardee